# Polycyclische verbinding

Cholesterol is een voorbeeld van een polycyclische verbinding.

Een polycyclische verbinding is een organische verbinding waarin twee of meerdere ringstructuren voorkomen. In het geval dat de ringen aromatisch zijn, wordt gesproken van polycyclische aromatische koolwaterstoffen. Extreme voorbeelden vormen de fullerenen.
Naast zuiver carbocyclische verbindingen (ringen met enkel koolstof als ringvormend element), komen ook talrijke polycyclische heteroverbindingen voor met stikstof, zuurstof, zwavel, fosfor of seleen. Op de ringen komen vaak verschillende substituenten voor.
Polycyclische verbindingen komen vaak voor in de natuur: heel wat natuurproducten, zoals steroïden, alkaloïden en koolhydraten (met name polysachariden), bezitten meerdere ringen in hun structuur. Ook geneesmiddelen bezitten vaak polycyclische structuren.
Polycyclische verbindingen kunnen verschillende bindingsmodi bezitten:
|           |         |                   |       |
| Gefuseerd | Gebrugd | Lineair gekoppeld | Spiro |